# Krvavi kamen
Krvavi kamen je kamniti osamelec na Gorjancih, ki ga spremlja mnogo legend.
Kamen se nahaja ob križišču poti, ki vodijo z Gospodične in Miklavža proti vrhu Gorjancev, Trdinovemu vrhu.

## Legende
- Ena od legend pravi, da kamen označuje mesto, kjer so pri določanju meje živa zakopali nedolžnega fanta in dekle, njun grob pa zaznamovali s kamnom, ki je dobil ime Krvavi kamen.
- Po drugi legendi iz Cerovega Loga naj bi pri določanju meje med Kranjsko in Žumberkom nekemu dekletu odrezali prst, da se ne bi pozabilo kje poteka meja, njena kri pa naj bi kamen obarvala rdeče. To dekle naj bi bila vila, njena kri pa naj bi kamen za več stoletij obarvala rdeče.
- Po tretji legendi, naj bi bil pri kamnu zakopan zaklad, ki je na kresni večer gorel z velikim plamenom. Zaklad naj bi tja zakopal neki tat, svojo skrivnost pa naj bi na smrtni postelji v ječi na ljubljanskem gradu zaupal sojetniku. Ta se je po prestani kazni odpravil na Gorjance in izkopal zaklad. Naropano bogastvo pa naj bi mu prineslo nesrečo.
- Janez Trdina pa je zapisal, da naj bi se med Kranjci in Hrvati, potem ko se niso mogli zediniti o poteku meje, vnel divji prepir, ki je prerasel v poboj. O dogodku naj bi pričala letnica, vklesana v kamen.